# Manieczki (przystanek kolejowy)
Manieczki – nieczynny kolejowy przystanek osobowy we wsi Manieczki, w województwie wielkopolskim, w Polsce. Znajduje się tu 1 peron.